# Paolina di Anhalt-Bernburg
Paolina Cristina Guglielmina di Anhalt-Bernburg (Ballenstedt, 23 febbraio 1769 – Detmold, 29 dicembre 1820) fu principessa consorte e reggente di Lippe.
È ricordata come una dei più importanti regnanti del piccolo principato tedesco di Lippe. Il 1º gennaio 1809 abolì la servitù della gleba con decreto in nome del figlio. Paolina cercò inoltre di mantenere il principato indipendente durante le Guerre napoleoniche. Redasse per prima una costituzione nella quale il potere dell'aristocrazia e dei proprietari terrieri veniva fortemente limitato. Nella storia collettiva di Lippe però essa viene sovente ricordata per le sue opere in campo sociale, fondando uno dei primi centri assistenziali per l'infanzia di tutta la Germania, una scuola di lavoro per bambini riformati, ed un centro di primo soccorso.

## Biografia

### I primi anni

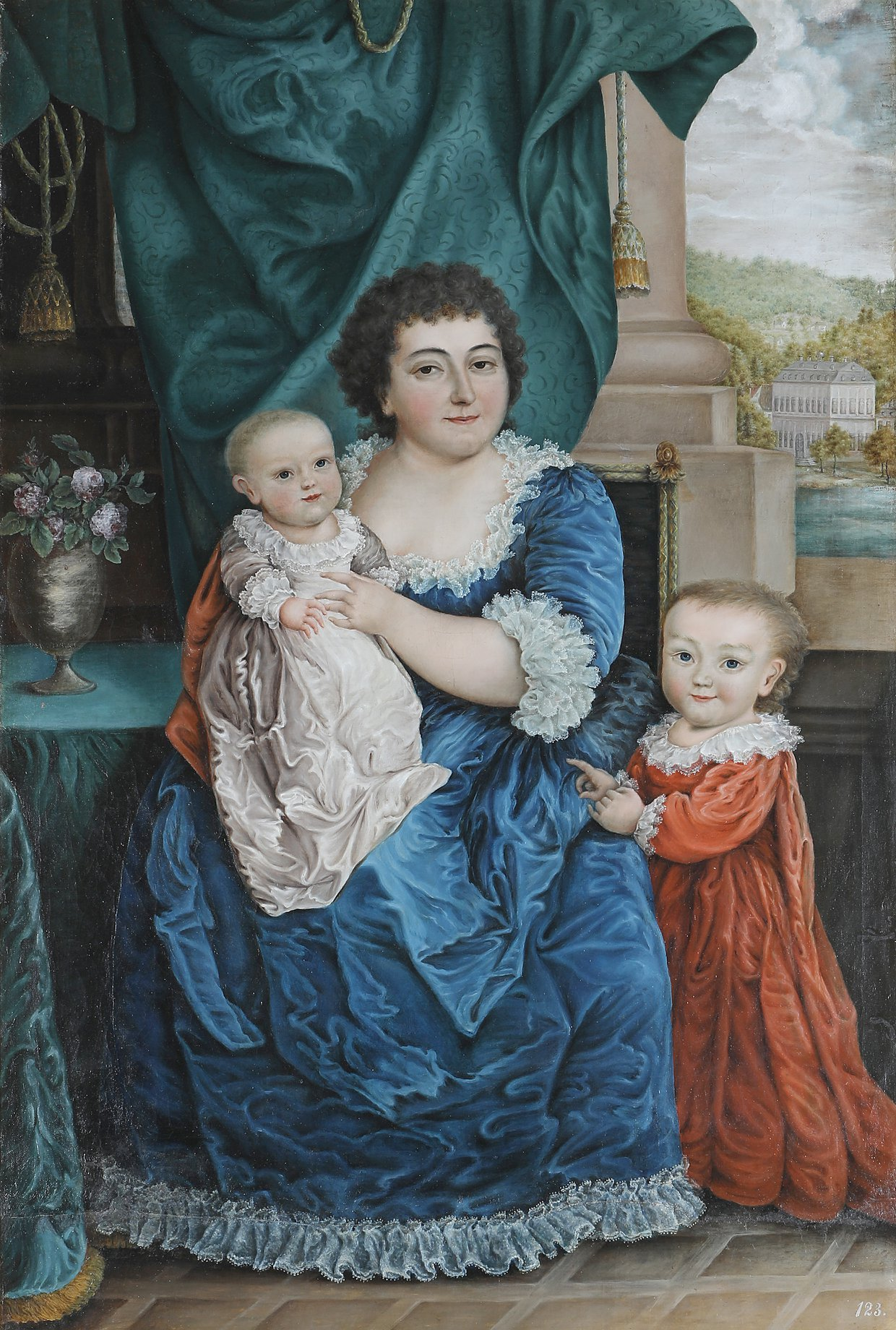
Paolina coi suoi figli, Federico e Leopoldo (a destra)

Paolina era figlia del principe Federico Alberto di Anhalt-Bernburg e di sua moglie, Luisa di Schleswig-Holstein-Sonderburg-Plön. Alcuni giorni dopo la sua nascita, sua madre morì di morbillo. Suo fratello maggiore era Alessio Federico Cristiano (1767-1834), che fu duca di Anhalt-Bernburg dal 1807.
Sin dalla giovane età venne notato che Paolina spiccava per un'acuta intelligenza. Suo padre, il principe Federico Alberto, decise di coltivare attentamente questa intelligenza della figlia e la educò personalmente insieme ad Alessio. Si distinse come ottima studentessa, imparando il francese e il latino oltre a storia e scienze politiche. Già a 13 anni ella era solita assistere il padre negli affari di governo del suo principato. Dapprima si preoccupò di curare la corrispondenza in francese del padre che poi le affidò la cura di tutta la corrispondenza tra la residenza del castello di Ballenstedt e tutti gli uffici di governo presenti a Bernburg. La sua educazione venne fortemente influenzata dall'etica cristiana e dalle idee dell'Illuminismo. Successivamente Paolina continuò a praticare ciò che aveva imparato in gioventù come gli insegnamenti di Johann Heinrich Pestalozzi e Jean-Jacques Rousseau.
Il 2 gennaio 1796 sposò per procura il principe Leopoldo I di Lippe. Il matrimonio venne celebrato a Ballenstedt il 21 gennaio 1796 per consentire poi alla coppia di fare ritorno a Detmold con gran seguito di popolazione. Leopoldo di Lippe aveva chiesto la sua mano per anni, ma Paolina aveva ripetutamente rifiutato a causa della malferma salute mentale del futuro marito, e fu possibile ottenere il si solo dopo che il marito fu completamente guarito. Negli anni che seguirono, Paolina parlò sempre positivamente del suo matrimonio e del suo "amato" marito. Ella confessò in una lettera al cugino Federico Cristiano di Schleswig-Holstein-Sonderburg-Augustenburg:
Paolina diede alla luce due figli, Leopoldo (nato il 6 novembre 1796) e Federico (nato l8 dicembre 1797). Un terzo figlio, una bambina di nome Luisa, morì poco dopo la sua nascita il 17 luglio 1800.
Leopoldo I morì il 4 aprile 1802 ed il 18 maggio di quell'anno Paolina prese la reggenza per il suo figlio minore, il successivo principe Leopoldo. Nel contratto di matrimonio tra Leopoldo I e Paolina del 1795, era già stato scritto che Paolina, in quanto futura madre, avrebbe ottenuto la reggenza e la tutela dei futuri principi in caso di morte precoce del marito. L'aristocrazia di Lippe, ad ogni modo, si oppose strenuamente a questa reggenza ma ad ogni modo essi non trovarono alcun tutore adeguato da proporre in sostituzione e Paolina invece aveva già dimostrato di essere una reggente molto utile ai fini dello stato. Il suo regno durerà per il successivo ventennio che fu uno dei capitoli più felici nella storia di Lippe.
Paolina fu inoltre dal 1818 alla sua morte nel 1820 anche sindaco di Lemgo. Dopo le Guerre napoleoniche la città era pesantemente indebitata e quando il sindaco reggente lasciò la carica nel 1817 senza che si fossero trovati dei validi sostituti, i magistrati e i cittadini decisero il 4 gennaio 1818 di chiedere a Paolina ... di prendere per un periodo di sei anni le redini della gestione politica e finanziaria della città.... Paolina rispose quello stesso giorno e, contrariamente alle aspettative, ella accettò l'invito. Localmente, la principessa venne rappresentata dal fedele avvocato KJestner che agì come commissario. Nel periodo della sua reggenza ella cercò di migliorare le condizioni finanziarie e sociali della città prendendo alcune misure impopolari ma sempre nel rispetto del consiglio comunale della città. Come a Detmold nel 1801, ella fondò una scuola di lavoro per poveri sotto la sua diretta amministrazione.

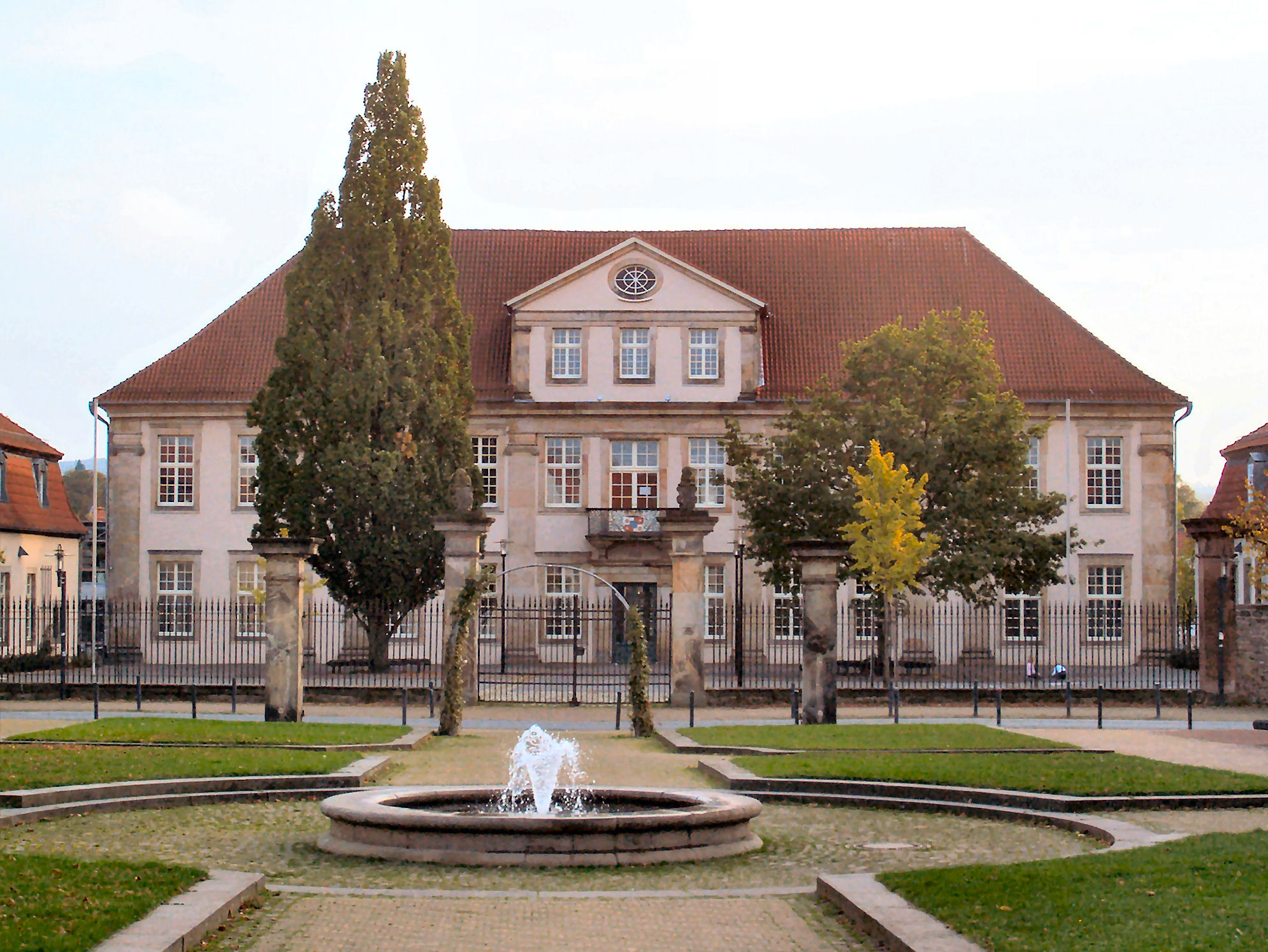
Il palazzo di Lippehof a Lemgo, oggi Engelbert Kaempfer-Gymnasium

Aveva pianificato sul finire della sua vita di ritirarsi al Lippehof, un palazzo barocco costruito a Lembo nel 1734, ma morì il 29 dicembre 1820, alcuni mesi dopo aver rassegnato le proprie dimissioni da reggente ed aver affidato il governo al figlio Leopoldo II il 3 luglio 1820.

### Carattere, personalità e teoria di governo
Volendo fare un confronto con la sua contemporanea, la regina Luisa di Svezia, Paolina non poteva certo godere di ampi spazi nel suo ridotto contesto storico come donna di governo. Ella ebbe una posizione pubblica e privata ed era solita reagire violentemente se contraddetta. Questo portò quindi a molti commenti d'opposizione e ironia sul suo comportamento da parte di molti suoi contemporanei.
Il suo biografo, Hans Kiewning la descrisse come la reggente di Lippe, che era di molto superiore a tutti coloro che erano attorno a lei, viuole essere anche un fenomeno inusuale nel suo contesto. Lo storico Heinrich von Treitschke la denominò "una delle donne più intelligenti del suo tempo". Il contemporaneo Ferdinand Weerth la descrise in un suo sermone come principesca nel suo essere, inusuale nella sua forza mentale, chiara e di larghe vedute, [...] lavoratrice instancabile.
Paolina col suo carattere cambiò notevolmente anche la personalità dei suoi due figli, in particolare del futuro principe Leopoldo. Ella scelse attentamente gli insegnanti perché si considerava troppo impaziente per educare da sola i suoi figli, coi quali spesso aveva violenti diverbi.
(Malvida von Meysenbug, Memorie di un idealista)
Come era norma per l'epoca, il principe di uno stato ed il suo governo dovevano appoggiarsi ai proprietari terrieri ed all'aristocrazia locale per governare serenamente. Prima della reggenza di Paolina, il sovrano scendeva sempre a compromessi con la nobiltà locale malgrado gli interessi spesso conflittuali. Paolina, ad ogni modo, era intenzionata a dare a questo vecchio sistema un'impronta più personale ed autocratica come del resto aveva sperimentato nell'Anhalt-Bernburg, dove era il principe in ultima istanza a prendere le decisioni. Ella non era intenzionata a permettere oltre che i proprietari terrieri potessero in qualche modo ostacolare i suoi piani sociali giustamente orientati verso la popolazione nel suo complesso, dal momento che ella era sicura di fare con queste opere il bene degli abitanti del suo principato. Nel 1805 la nobiltà rigettò un piano di introdurre una tassa sui liquori per finanziare un ricovero per malati mentali e dopo questa negativa esperienza, Paolina decise di non convocare più gli stati generali ma di prendere le decisioni per decreto principesco.
Il governo di Lippe era stato presieduto da un cancelliere o da un primo ministro sin dal XVIII secolo e il potere di questa figura era cresciuto negli anni, ma entrò raramente in conflitto con la principessa Paolina, dal momento che le sue idee di riforma erano largamente compatibili con gli ideali dei suoi fedelissimi. Paolina regolarmente partecipava agli incontri con il gabinetto di governo o con il parlamento, per prendere quindi le proprie decisioni. Molte di queste riunioni erano dominate dalla sua impazienza e dal suo desiderio di dire la sua. Ella si focalizzò ad esempio sulla politica estera dal momento che scriveva e parlava meglio francese di qualsiasi altra lingua ufficiale, irrompendo in un monopolio maschilista di principi in Europa. Ella tenne le redini anche del ministero degli esteri dal 1810 al 1817 guidando le relazioni del suo popolo col resto del mondo.

### Politiche sociali
Le pubblicazioni del conte di Rumford ispirarono la principessa Paolina a mettere in pratica le sue idee per la riogranizzazione dello stato in un periodo di decadenza. Ella credeva che la causa della povertà e dell'accattonaggio nel suo stato fosse essenzialmente da ricercarsi nella tendenza nazionale al lassismo ed alla indolenza, capendo che non era necessario solo arricchire nuovamente le casse dello stato per creare nuovi posti di lavoro, ma che invece era necessario riformare il carattere della società.
Ispirata da questo, Paolina continuò la politica introdotta dalla suocera Casimira di Anhalt-Dessau, (1749-1778), in accordo con le credenze socio-politiche dell'epoca. Tra le istituzioni fondate direttamente da Paolina vi fu una "scuola vocazionale" (1799), un "centro di assistenza per fanciulli" (1802), un "ospedale" (1801-1802), un campo di lavoro volontario (1802). Già esistenti erano il locale "orfanotrofio", fondato nel 1720, ed un collegio per insegnanti, fondato nel 1781. Ella raccolse queste sue istituzioni sotto il termine di "case di cura" e le organizzò nella forma di convento. Queste strutture ancora oggi formano il nucleo essenziale della Fondazione principessa Paolina a Detmold. Le case di cura provvedono assistenza "dalla culla alla tomba" come volle la stessa principessa Paolina. Questa organizzazione venne sin dall'epoca visitata da molti ospiti stranieri che ebbero modo di apprezzarne i metodi e le finalità. I servizi, ad ogni modo, sono ancora oggi dedicati unicamente ai residenti a Detmold.

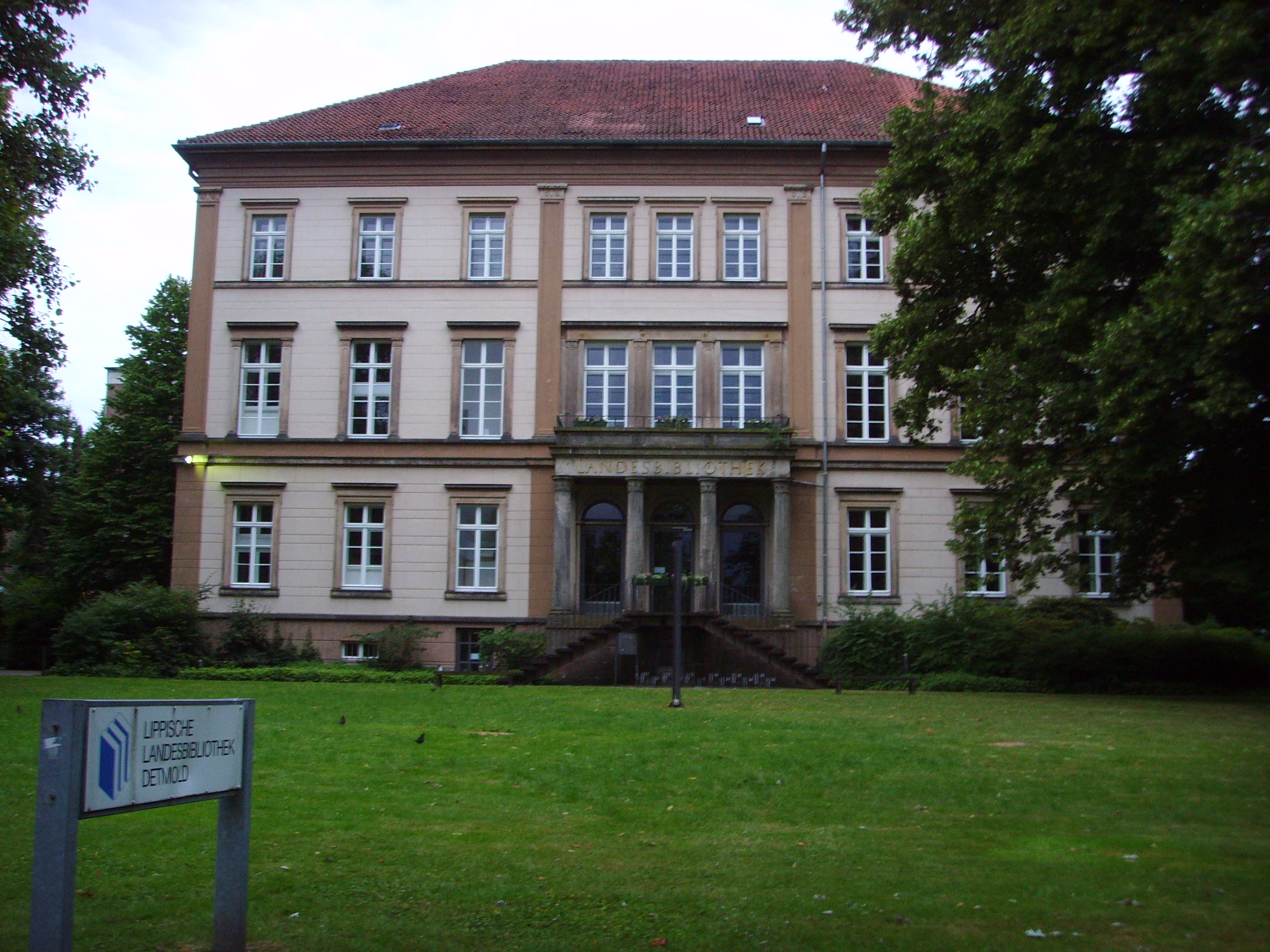
Biblioteca di Lippe Detmold

Paolina divenne ben presto notissima nell'area del suo principato per queste benevole istituzioni. Le istituzioni caritatevoli erano viste come un modello da esportare ancora più avanzato di quello contemporaneo inglese e la sua cura per le fasce più povere della società era evidente. Ella inoltre risolse il problema della carestia degli anni 1802-1804 creando nuovi granai per i contadini. Fu inoltre personalmente responsabile dell'ammorbidimento dell'impatto delle attività militari come l'acquartieramento delle truppe sul suolo del principato.
La principessa migliorò inoltre le infrastrutture dello stato costruendo nuove strate ed introducendo l'illuminazione stradale a Detmold con l'utilizzò di 26 lampade a petrolio. Personalmente non fece costruire grandi monumenti o residenze ad eccezione del rifacimento in stile neoclassico della via principale della capitale. A partire dal 1819 iniziò la raccolta e la catalogazione dell'esistente raccolta di libri al fine di creare una grande biblioteca ancora oggi nota come Biblioteca di Stato di Lippe a Detmold.

#### Scuola vocazionale
Nell'estate del 1798, Paolina diede il via ai propri primi passi nel sociale per il principato di Lippe. Il principato era attanagliato da una pesante e diffusa povertà e la principessa accettò di risolvere il problema accollandosi l'educazione della popolazione. Molti genitori, infatti, non potevano inviare i loro figli a scuola per via di problematiche economiche e preferivano invece inviarli a lavorare oppure a mendicare. Simon Ernst Moritz Krücke, l'ispettore del seminario per insegnanti locale, era un consigliere vicino a Paolina sulla questione sociale. Egli le raccomandò la fondazione di una scuola vocazionale dove i ragazzi avrebbero potuto non solo imparare i fondamenti teoretici ma anche le abilità pratiche di un lavoro. Leopoldo I si dimostrò d'accordo con questa proposta e stabilì che la nuova scuola venisse aperta nell'orfanotrofio di Bruchtor a Detmold. Qui, Krücke insegnava sia ai poveri che agli orfani e legalmente la scuola venne parificata ad una scuola elementare.
Le lezioni talvolta sostituite da laboratori pratici come il cucito, classi che vennero visitate dalla stessa principessa che in più occasioni donò dei piccoli regali ai bambini presenti, stabilendo anche che i prodotti al ricamo dei bambini venissero poi venduti e che gli stessi bambini ricevessero una parte del compenso della vendita di modo da responsabilizzarsi sull'aspetto del guadagno e del risparmio. Questo fatto però in molti casi incontrò l'opposizione dei genitori dei bambini che invece pretendevano di ottenere questi soldi per loro anziché lasciarli nelle mani degli inesperti fanciulli. La scuola venne ufficialmente inaugurata il 28 giugno 1799 con un festival dove sessanta alunni che precedentemente non avevano frequentato la scuola avevano l'occasione per dimostrare pubblicamente ciò che erano riusciti a imparare nel primo anno sperimentale di insegnamento.

#### Centro di assistenza diurna

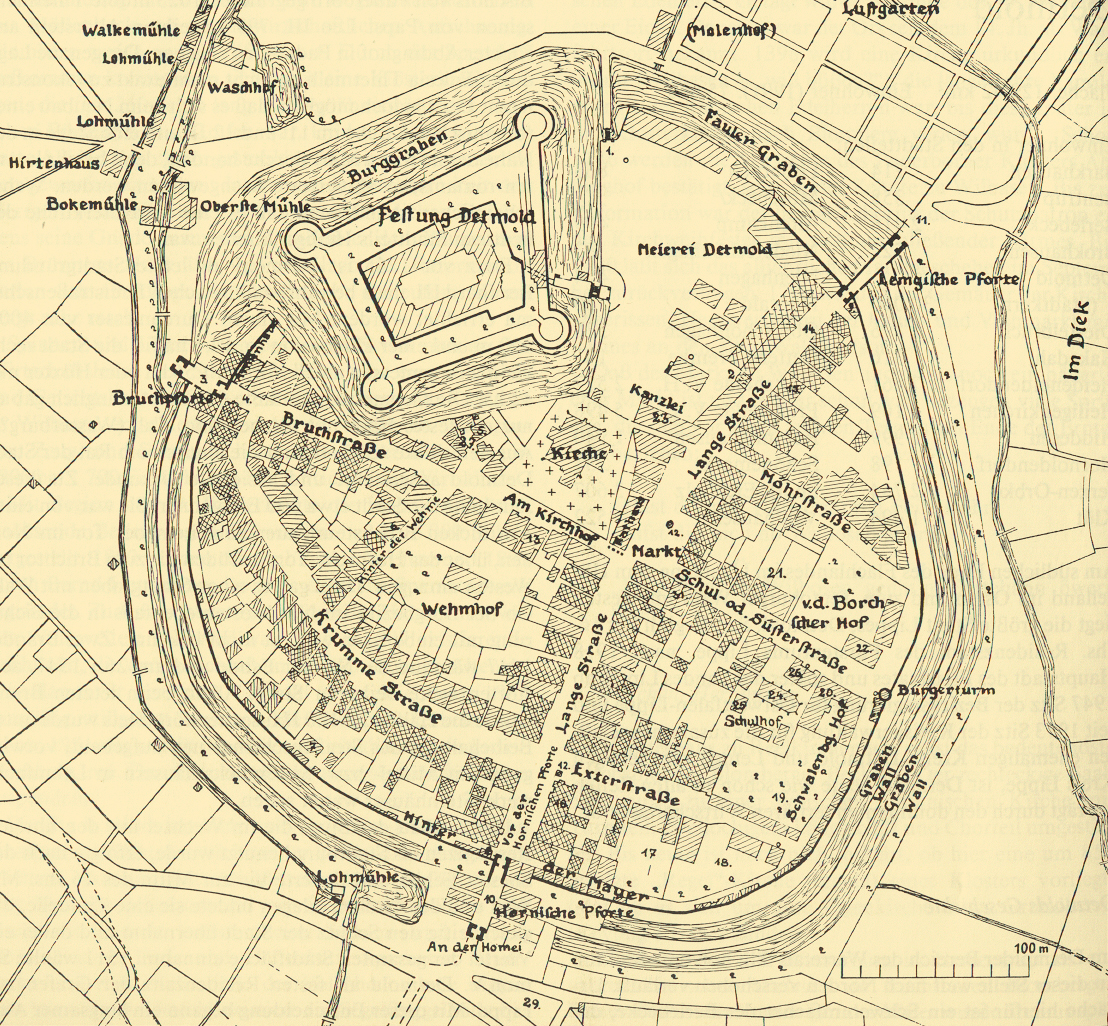
Mappa di Detmold attorno al 1660

Paolina si era preoccupata anche della questione del lavoro minorile dal momento che molti genitori dovevano lasciare la loro casa per il lavoro durante il giorno. La principessa lesse un giornale di Parigi che proponeva un'iniziativa di Joséphine de Beauharnais, moglie di Napoleone Bonaparte ancora primo console di Francia a quell'epoca, e per questo inviò una lettera pubblica alle donne del principato:
Paolina usò questa circolare per cercare di educare le donne del principato a favorire il sorgere di questa istituzione anche a Detmold. La casata principesca avrebbe completamente finanziato l'istituzione e le ragazze più grandi avrebbero badato a quelle più piccole. Nel 1801 Paolina acquistò una struttura adatta ad accogliervi l'istituzione: la cosiddetta "Corte Schwalenberg" nella Süsterstraße (oggi chiamata Schülerstraße) a Detmold. Il primo centro di assistenza diurna aprì i battenti il 1º luglio 1802. La struttura era organizzata su tre corti separate e venne demolita sul finire del XIX secolo. Il "Gymnasium Leopoldinum" (una scuola secondaria che ancora oggi esiste) si sviluppò da una scuola già avviata da Paolina. Questo genere di assistenza diurna venne presto imitata da molti altri stati tedeschi e la città di Detmold, ad ogni modo, vide il progetto solo come un hobby reale e non concesse un supporto finanziario all'idea.
Il primo anno vennero accolti 20 bambini ai quali era richiesto almeno di aver terminato lo svezzamento e di non avere più di quattro anni. I bambini sopra i quattro anni erano ritenuti in grado di rimanere a casa da soli o accompagnare i loro genitori nei campi o nei giardini sin quando non fossero stati grandi abbastanza per accedere alla scuola vocazionale. L'istituzione diurna era aperta dal 24 giugno sino a fine ottobre quando la coltivazione dei campi poteva dirsi completata.
Sulla base di un rapporto pubblicato dall'ispettore Krücke nel 1813, il centro venne aperto dalle 06:00 alle 18:00 o sino alle 20:00. Alla mattina le ragazze adolescenti provenienti dall'orfanotrofio o dalla scuola vocazionale lavavano i bambini e li vestivano con abiti puliti. Nei fine settimana, i vestiti indossati durante la settimana venivano lavati. I vestiti venivano donati ai bambini quando il centro chiudeva alla fine della stagione. Paolina finanziò in gran parte il centro di tasca propria ed il resto veniva pagato coi fondi dell'ospedale locale. Nel consiglio di amministrazione vennero incluse 12 nobildonne che periodicamente, attraverso dei memoriali, dovevano avvisare la principessa di tutto ciò che accadeva.

### Napoleone e Paolina

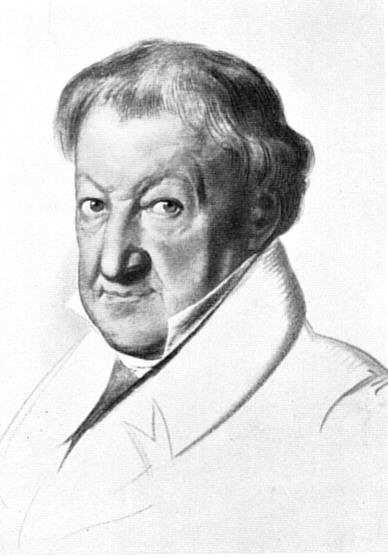
Karl Friedrich Reinhard

Vi sono numerose indicazioni del fatto che Paolina ammirasse Napoleone. Ella gli era innanzitutto riconoscente per aver permesso al principato di Lippe di rimanere indipendente. Paolina aveva rinforzato la sua opinione con una corrispondenza tra il diplomatico Karl Friedrich Reinhard che si trovava al servizio della Francia ed era un amico di Goethe. Reinhard era un entusiasta della Rivoluzione francese e ricopriva l'incarico di ambasciatore del Regno di Vestfalia presso la corte di Kassel. Sino alla fine, Paolina credette che Napoleone avrebbe vinto la guerra e nemmeno la notizia della sconfitta dell'imperatore in Russia cambiò i suoi ideali e anzi ella si oppose al dare asilo ai soldati dell'armata napoleonica che avessero disertato le file dell'imperatore.
Il luogotenente prussiano Haxthausen, che aveva lavorato come diplomatico al servizio della Russia, le chiese asilo e per tutta risposta Paolina lo fece rinchiudere in un manicomio. Egli poté essere rilasciato unicamente quando Lippe venne dichiarato paese ostile dopo la battaglia di Lipsia e venne occupato dalle truppe prussiane. Il comandante prussiano, il colonnello von der Marwitz, descrisse questo fatto in una lettera a sua moglie descrivendo così Paolina: La principessa-reggente è una criminale, e ha servito Napoleone fedelmente [...].

### La Confederazione del Reno

La Confederazione del Reno nel 1808

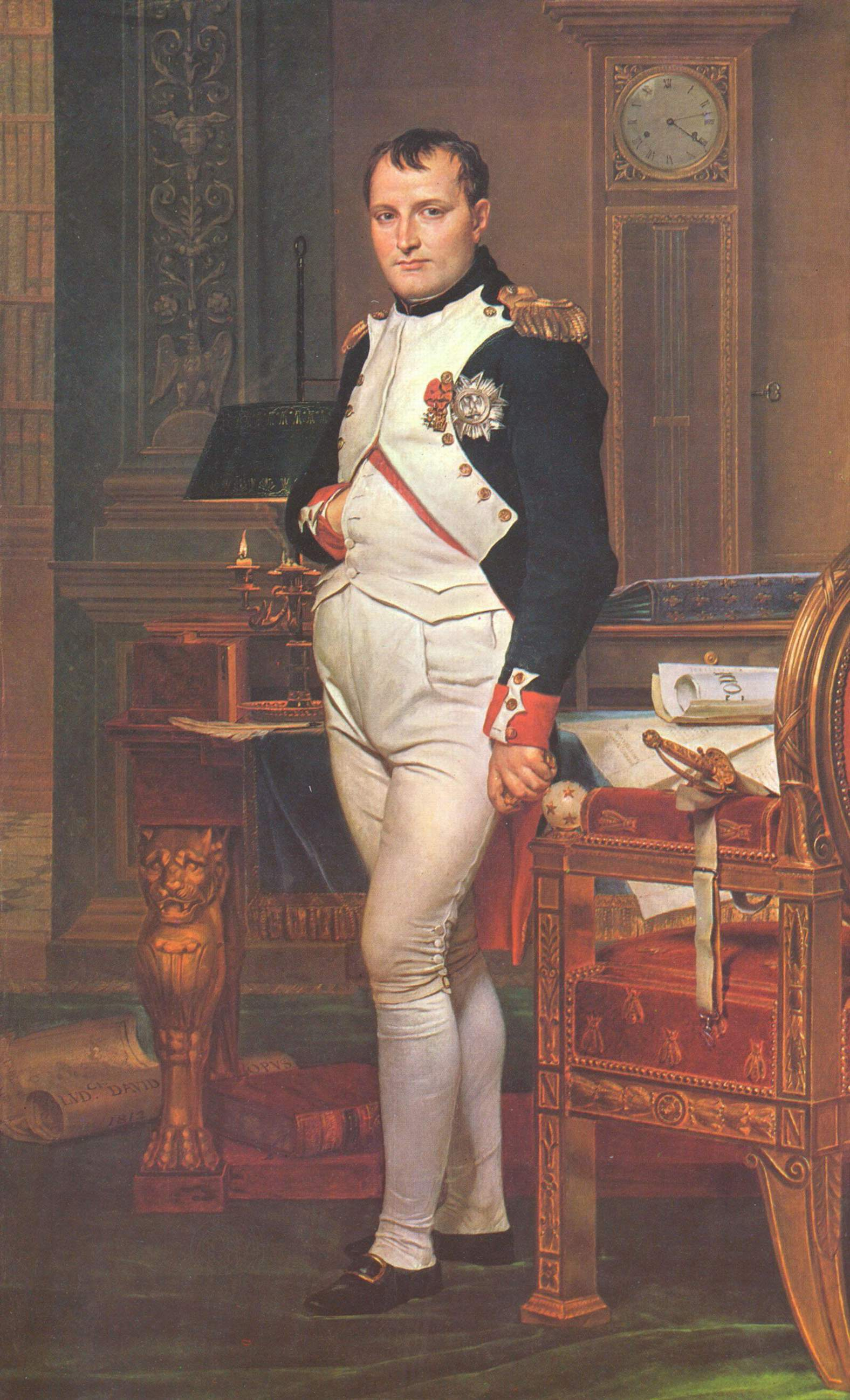
Napoleone Bonaparte, 1812

Accanto alle riforme sociali avviate, uno dei più grandi successi sociali di Paolina e in politica estera fu il mantenimento dell'indipendenza del principato di Lippe. Ella si sentiva in obbligo, come tutrice, di fare il miglior interesse per mantenere i diritti dei suoi figli. Il piccolo principato infatti rischiava di essere annesso dalla Francia, dalla Prussia o dall'Assia o di essere occupato da uno dei paesi confinanti. All'inizio del regno di Paolina, Lippe era parte di una zona considerata neutrale da un patto tra le varie potenze. Per assicurare questa neutralità, delle truppe di osservazione prussiane vennero inviate in loco. Nel 1806 Napoleone diede inizio alla cosiddetta Confederazione del Reno a cui la Prussia rispose con la Confederazione germanica del Nord.
Paolina vide che l'indipendenza di Lippe era legata all'adesione alla Confederazione del Reno. Napoleone consentì pertanto l'ingresso del principato nella confederazione il 18 aprile 1807 con un apposito certificato e Paolina si recò personalmente a Parigi per negoziare alcune condizioni speciali per Lippe. Era risaputo che Paolina fosse un'ammiratrice di Napoleone, attitudine che dopo la caduta del Bonaparte le attirerà molte critiche. Nel giustificare la sua decisione, ella disse che preferiva sottomettersi ad una distante Francia piuttosto che alle confinanti Assia o Prussia.
L'inclusione nella Confederazione del Reno, ad ogni modo, prevedeva l'obbligo da parte del principato di provvedere all'armata napoleonica, condizione alla quale i cittadini del Lippe si opposero provocando anche alcune rivolte interne e molti giovani riuscirono a disertare il reclutamento durante le campagne francesi. Dopo la sconfitta di Napoleone nell'ottobre del 1813 nella battaglia di Lipsia, i cittadini si ribellarono nuovamente e proposero alla principessa un taglio netto con la Francia sebbene ella ancora credesse nella vittoria finale di Napoleone. Lippe era occupata dai prussiani che lo ritenevano un paese ostile e Paolina come una collaboratrice. Come risultato, Lippe si dimise dalla Confederazione del Reno. Il cancelliere Preuss siglò i trattati di alleanza con Austria e Russia il 29 novembre 1813 e un corpo di volontari del Lippe venne formato ed equipaggiato con donazioni fatte dalla cittadinanza del principato.
Il principato di Lippe uscì intatto dal disastro dell'Europa dell'epoca proprio per via della tendenza di Austria e Russia a voler restaurare lo status quo ante.
Dopo questo periodo intenso, Paolina ebbe un esaurimento nervoso dal quale si riprese solo lentamente. Ella non prese parte al Congresso di Vienna del 1814-1815 quando l'Europa venne riorganizzata dopo la vittoria su Napoleone. Molti piccoli stati scomparvero dalle mappe, ma la sovranità di Lippe venne riconfermata dallo stesso congresso. L'ultimo dei principi sovrani presenti nel preambolo della costituzione della Confederazione germanica dell'8 luglio 1815 cita:

### Abolizione della servitù della gleba
Il 27 dicembre 1808, la principessa Paolina emise un decreto per l'abolizione della servitù della gleba nel principato di Lippe, contrapponendosi nuovamente ai proprietari terrieri. Il decreto entrò in vigore il 1º gennaio 1809 e venne portato avanti dalla stessa principessa per seguire l'esempio di molti altri stati della Confederazione del Reno. Nell'era dopo la Rivoluzione francese, la servitù era sentita come una "reliquia dell'età medievale" e fermamente rigettata.
Nel preambolo del decreto, la principessa reggente spiegò le motivazioni umanitarie che la spingevano ad un tale gesto e soprattutto i motivi economici. Le sue parole vennero lette dai pulpiti nelle chiese e pubblicate sul giornale locale Lippischen Intelligenzblättern:
Il decreto del 27 dicembre 1808 abolì il Weinkauf ed il Sterbfall, che erano applicate fino a quell'epoca. Il Weinkauf era stabilito quando un servo vendeva il suo Kolonat (il suo diritto di usare una certa parte di terra), per trasferirsi sotto l'uso proprio di un proprietario terriero. La regola dello Sterbfall prevedeva che, alla morte di un servo, i suoi eredi dovessero donare i suoi vestiti più belli nonché gli animali da stalla migliori (i cosiddetti Besthaupt) al signore padrone.
Le nuove regole inizialmente riguardarono specialmente i servi di Paolina e dei suoi parenti, ma in breve tempo la norma venne estesa anche a tutti gli aristocratici del principato, ai proprietari terrieri, alle chiese ed ai cittadini ricchi che potevano permettersi della servitù. Questo fatto fece sì che molti contadini di Lippe potessero incrementare il loro precedentemente modesto status sociale. Ad ogni modo è anche vero che l'apertura a questa nuova visione nel principato di Lippe non portò a modifiche trascendentali nella struttura sociale in quanto il tipo di servaggio applicato era un fattore unicamente relativo al lavoro stagionale e non era comparabile ad altri esempi più pesanti presenti in Russia o in Prussia.

### La disputa sulla costituzione

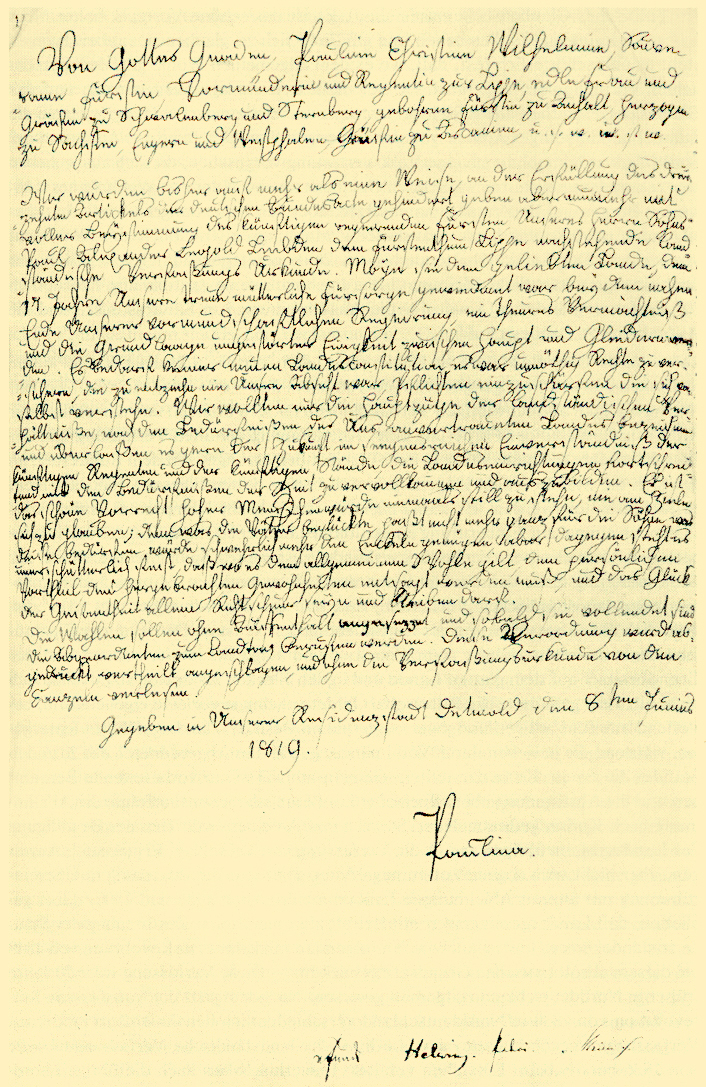
Bozza della costituzione di Lippe, manoscritta dalla principessa Paolina nel 1819

Gli stati generali vennero ricostituiti come un organo rappresentante dei cavalieri e delle città per discutere le decisioni da prendere per l'amministrazione del principato di Lippe. Con l'adesione alla Confederazione del Reno questi diritti erano stati sospesi e la principessa era stata nominata sovrana assoluta. Paolina però era uscita dal periodo naoleonico con un potere di molto rafforzato e sapeva che avrebbe potuto fare a meno degli stati generali:
Paolina non sciolse mai gli stati generali, ma fece di tutto per governare il più possibile senza ricorrervi, come aveva fatto l'assolutista conte Federico Adolfo di Lippe un secolo prima. Le sue relazioni con gli stati generali erano del resto già state compromesse dal 1805 quando gli stessi deputati si erano rifiutati di approvare una tassa sui liquori che avrebbe potuto finanziare un manicomio che ella stava progettando di aprire.
Dopo la dissoluzione della Confederazione del Reno, gli stati richiesero alla principessa i loro antichi diritti e questo portò a degli inevitabili contrasti con la casata principesca.
Nell'atto finale, documento terminale del Congresso di Vienna, il paragrafo 13 cita: In tutti gli stati della Germania vi sia una costituzione [...]. Paolina redasse personalmente una bozza di costituzione per lo stato di Lippe seguendo il modello di altre costituzioni degli stati della Germania meridionale aggiungendovi alcune note personali per il principato. Questa costituzione venne adottata dal governo l'8 giugno 1819 e successivamente pubblicata alla popolazione. Gli stati generali protestarono contro la restrizione dei loro tradizionali diritti e chiesero all'imperatore di far rientrare la principessa nei limiti previsti e di abbandonare questo atteggiamento sovversivo e democratico dei tempi. Su istigazione di Metternich, vennero redatti i cosiddetti decreti di Carlsbad contro le agitazioni democratiche, il che fece rivedere anche la situazione della costituzione di Lippe. L'assemblea federale della Confederazione germanica chiese a Paolina di ritirare immediatamente la costituzione perché lesiva nei confronti degli stati generali locali.
Dopo la morte di Paolina, Leopoldo II ed il governo di Lippe tentarono di mantenere la sua eredità costituzionale con alcuni cambiamenti necessari e dopo lunghi e difficoltosi negoziati con gli stati generali, si trovò un compromesso tra gli antichi privilegi e le nuove esigenze solo nel 1836.

### Le dimissioni e la morte
Paolina era sovente in disaccordo con la flemma del figlio Leopoldo e credeva che in coscienza non potesse abbandonare il figlio a governare lo stato da solo in momenti così complessi. Ella continuò così a spostare sempre più avanti la data delle sue dimissioni dal governo sino al 3 luglio 1820. In un primo momento si può dire che Leopoldo ebbe bisogno ancora della madre per dirigere gli affari di stato, ma si premurò che questo non fosse visibile dall'esterno e comunque tutto ciò non poté protrarsi a lungo perché la madre morì il 29 dicembre 1820 come conseguenza di un'ulcera che l'affliggeva da tempo. Venne sepolta nella chiesa riformata della piazza del Mercato di Detmold, l'attuale chiesa del Redentore.

## Matrimonio e figli
Dal suo matrimonio col principe Leopoldo I di Lippe, Paolina ebbe i seguenti figli:
- Leopoldo (6 novembre 1796 - 1º gennaio 1851), principe di Lippe
- Federico (8 dicembre 1797 - 20 ottobre 1854)
- Luisa (17 - 18 luglio 1800)

## Titoli e trattamento
- 23 febbraio 1769 - 2 gennaio 1796: Sua altezza serenissima, la principessa Paolina di Anhalt-Bernburg
- 2 gennaio 1796 - 5 novembre 1802: Sua altezza serenissima, la Principessa di Lippe
- 5 novembre 1802 - 29 dicembre 1820: Sua altezza serenissima, la Principessa vedova di Lippe (o la reggente di Lippe)

## Ascendenza
|                                                         |                                                                   |                                                           | Genitori                                                      |  |  | Nonni |  |  | Bisnonni                             |  |  | Trisnonni                              |  |
|                                                         |                                                                   |                                                           |                                                               |  |  |       |  |  | 8. Carlo Federico di Anhalt-Bernburg |  |  | 16. Vittorio Amedeo di Anhalt-Bernburg |  |
|                                                         |                                                                   |                                                           |                                                               |  |  |       |  |  | 8. Carlo Federico di Anhalt-Bernburg |  |  | 16. Vittorio Amedeo di Anhalt-Bernburg |  |
|                                                         |                                                                   | 17. Elisabetta del Palatinato-Zweibrücken-Veldenz         |                                                               |  |  |       |  |  | 8. Carlo Federico di Anhalt-Bernburg |  |  |                                        |  |
| 4. Vittorio Federico di Anhalt-Bernburg                 |                                                                   |                                                           |                                                               |  |  |       |  |  | 8. Carlo Federico di Anhalt-Bernburg |  |  |                                        |  |
|                                                         |                                                                   | 9. Sofia Albertina di Solms-Sonnenwalde                   | 18. Giorgio Federico di Solms-Sonnenwalde                     |  |  |       |  |  |                                      |  |  |                                        |  |
|                                                         |                                                                   | 9. Sofia Albertina di Solms-Sonnenwalde                   | 18. Giorgio Federico di Solms-Sonnenwalde                     |  |  |       |  |  |                                      |  |  |                                        |  |
|                                                         |                                                                   | 9. Sofia Albertina di Solms-Sonnenwalde                   | 19. Anna Sofia di Anhalt-Bernburg                             |  |  |       |  |  |                                      |  |  |                                        |  |
| 2. Federico Alberto di Anhalt-Bernburg                  |                                                                   | 9. Sofia Albertina di Solms-Sonnenwalde                   |                                                               |  |  |       |  |  |                                      |  |  |                                        |  |
|                                                         |                                                                   | 10. Alberto Federico di Brandeburgo-Schwedt               | 20. Federico Guglielmo I di Brandeburgo                       |  |  |       |  |  |                                      |  |  |                                        |  |
|                                                         |                                                                   | 10. Alberto Federico di Brandeburgo-Schwedt               | 20. Federico Guglielmo I di Brandeburgo                       |  |  |       |  |  |                                      |  |  |                                        |  |
|                                                         |                                                                   | 10. Alberto Federico di Brandeburgo-Schwedt               | 21. Sofia Dorotea di Schleswig-Holstein-Sonderburg-Glücksburg |  |  |       |  |  |                                      |  |  |                                        |  |
| 5. Albertina di Brandeburgo-Schwedt                     |                                                                   | 10. Alberto Federico di Brandeburgo-Schwedt               |                                                               |  |  |       |  |  |                                      |  |  |                                        |  |
|                                                         |                                                                   | 11. Maria Dorotea di Curlandia                            | 22. Federico Casimiro Kettler                                 |  |  |       |  |  |                                      |  |  |                                        |  |
|                                                         |                                                                   | 11. Maria Dorotea di Curlandia                            | 22. Federico Casimiro Kettler                                 |  |  |       |  |  |                                      |  |  |                                        |  |
|                                                         |                                                                   | 11. Maria Dorotea di Curlandia                            | 23. Sofia Amalia di Nassau-Siegen                             |  |  |       |  |  |                                      |  |  |                                        |  |
| 1. Paolina di Anhalt-Bernburg                           |                                                                   | 11. Maria Dorotea di Curlandia                            |                                                               |  |  |       |  |  |                                      |  |  |                                        |  |
|                                                         | 12. Cristiano Carlo di Schleswig-Holstein-Sonderburg-Plön-Norburg | 24. Augusto di Schleswig-Holstein-Sonderburg-Plön-Norburg |                                                               |  |  |       |  |  |                                      |  |  |                                        |  |
|                                                         | 12. Cristiano Carlo di Schleswig-Holstein-Sonderburg-Plön-Norburg | 24. Augusto di Schleswig-Holstein-Sonderburg-Plön-Norburg |                                                               |  |  |       |  |  |                                      |  |  |                                        |  |
|                                                         | 12. Cristiano Carlo di Schleswig-Holstein-Sonderburg-Plön-Norburg | 25. Elisabetta Carlotta di Anhalt-Harzgerode              |                                                               |  |  |       |  |  |                                      |  |  |                                        |  |
| 6. Federico Carlo di Schleswig-Holstein-Sonderburg-Plön | 12. Cristiano Carlo di Schleswig-Holstein-Sonderburg-Plön-Norburg |                                                           |                                                               |  |  |       |  |  |                                      |  |  |                                        |  |
|                                                         |                                                                   | 13. Dorotea Cristina di Aichelberg                        | 26. Giovanni Francesco di Aichelberg                          |  |  |       |  |  |                                      |  |  |                                        |  |
|                                                         |                                                                   | 13. Dorotea Cristina di Aichelberg                        | 26. Giovanni Francesco di Aichelberg                          |  |  |       |  |  |                                      |  |  |                                        |  |
|                                                         |                                                                   | 13. Dorotea Cristina di Aichelberg                        | 27. Anna Sofia di Trautenburg                                 |  |  |       |  |  |                                      |  |  |                                        |  |
| 3. Luisa di Schleswig-Holstein-Sonderburg-Plön          |                                                                   | 13. Dorotea Cristina di Aichelberg                        |                                                               |  |  |       |  |  |                                      |  |  |                                        |  |
|                                                         |                                                                   | 14. Cristiano Detlov di Reventlow                         | 28. Corrado di Reventlow                                      |  |  |       |  |  |                                      |  |  |                                        |  |
|                                                         |                                                                   | 14. Cristiano Detlov di Reventlow                         | 28. Corrado di Reventlow                                      |  |  |       |  |  |                                      |  |  |                                        |  |
|                                                         |                                                                   | 14. Cristiano Detlov di Reventlow                         | 29. Anna Margherita di Gabel                                  |  |  |       |  |  |                                      |  |  |                                        |  |
| 7. Cristiana Irmingarda di Reventlow                    |                                                                   | 14. Cristiano Detlov di Reventlow                         |                                                               |  |  |       |  |  |                                      |  |  |                                        |  |
|                                                         |                                                                   | 15. Benedetta Margherita di Brockdorff                    | 30. Caio Bertram di Brockdorff                                |  |  |       |  |  |                                      |  |  |                                        |  |
|                                                         |                                                                   | 15. Benedetta Margherita di Brockdorff                    | 30. Caio Bertram di Brockdorff                                |  |  |       |  |  |                                      |  |  |                                        |  |
|                                                         |                                                                   | 15. Benedetta Margherita di Brockdorff                    | 31. Edvige Ranzau                                             |  |  |       |  |  |                                      |  |  |                                        |  |
|                                                         |                                                                   | 15. Benedetta Margherita di Brockdorff                    |                                                               |  |  |       |  |  |                                      |  |  |                                        |  |